# 대구 진천동 입석
대구 진천동 입석(大邱 辰泉洞 立石)은 대구광역시 달서구 진천동에 있는 청동기시대의 선돌이다. 1998년 12월 23일 대한민국의 사적 제411호로 지정되었다.

## 개요
입석은 큰 돌을 세워 놓은 것으로 선돌이라고도 하며, 고인돌이 있는 지역에서 자주 볼 수 있다.
진천동에서 선돌을 세운 주위로 석축을 네모난 형태로 둘러 쌓아 놓았고, 선돌 앞에서 제사의식을 지낸 것으로 짐작된다. 선돌 주위에는 고인돌이 여러 기 남아있다. 주변지역은 주택이 많이 들어서 있으나, 유적 보존을 위해 선돌 지역을 발굴조사하여 정비하였다.
고인돌과 선돌의 관계 및 서로의 기능적 성격을 통해 고대 문화 연구에 좋은 자료가 되는 유적이다.

## 같이 보기
- 선돌

## 참고 자료
- 대구 진천동 입석 - 국가유산청 국가유산포털